# STI (기업)
주식회사 STI는 경기도 안성시에 본사를 둔 반도체 제조용 기계 제조업체이다.

## 본점 및 지점 현황
- 본사: 경기도 안성시 공도읍 봉기길 21[1]
- 화성사무소: 경기도 화성시 동탄지성로 2

### 내용주
1. ↑  경영환경 개선 및 업무 효율성 제고

### 관련 문헌
- “에스티아이, 리플로우 신규 고객사 확대…극심한 저평가-다올”. 《이데일리》. 2024년 6월 11일.
- “HBM 수혜 언제까지, 에스티아이 두달째 우상향 지속”. 《더벨》. 2024년 3월 13일.